# PESEL
Універсальна електронна система реєстру населення (пол. Powszechny Elektroniczny System Ewidencji Ludności (PESEL) — центральний набір даних, що зберігається в Польщі міністром, який уповноважений з питань інформаційних технологій (до кінця 2015 року міністром, що відповідає за внутрішні справи) згідно із Законом про реєстрацію актів цивільного стану. Електронний реєстр використовується для збору основної інформації, що визначає особу та адміністративно-правовий статус громадян Польщі та іноземців, які проживають у Республіці Польща. Розмовно, номер PESEL — це також ідентифікаційний номер фізичної особи, що використовується у цьому реєстрі.

## Історія
Завдання створення ІТ-системи записів населення було включено у п'ятирічний план 1970—1974 рр., який у червні 1970 р. підтвердив Президію уряду рішенням створити реєстр усіх громадян Народної Республіки Польща. Цей реєстр мав називатися Універсальною електронною системою реєстру населення (PESEL), і однією з його цілей було всебічно представити предмет людини як центрального суб'єкта всієї економіки. Однією з проблем, з якою зіштовхувалась адміністрація в той час, було значне розповсюдження записів населення, яке було викликано вилученням документів, що залишилися після Прусського, Російського та Австрійського розділів Польською Народною Республікою, додатково незавершеними двома світовими війнами
Спочатку PESEL був запущений на комп'ютерах Siemens 7755 (які конкурували на ринку з моделями 145 і 158 IBM-370, системами Univac 90/70 та 1100/10 та Honeywell 66/40 та 66/60), оснащеними 2 Мб пам'яті оперативної пам'яті та 4 рядними дисками розміром 8х150 Мб. Після введення воєнного стану (1981—1983) ембарго та обмеження щодо CoCom змусили Міністерство внутрішніх справ застосовувати власні рішення, такі як Система управління базами даних JANTAR (1984), національні комп'ютери та обладнання R-32 виробництва ELWRO, MERAMAT, MERA BŁONIE, MERA ZABRZE, MERA STER, TELETRA.
Спочатку система PESEL повинна була стати частиною загальнонаціональної «ІТ-революції», яка мала створити системи підтримки планування для CENPLAN (центральна адміністрація), RESPLAN (міністерства), REGIPLAN (органи воєводства), VECTOR (національні інвестиції) та ІТ-мережі державного управління INFOSTRADA. Більшість із цих систем в кінцевому рахунку не були створені через опір адміністрації, неузгоджені дії різних міністерств та конфлікти на різних рівнях влади. Зрештою, для цілей Центрального статистичного управління залишилися лише система PESEL та «реєстр одиниць соціальної економіки», тобто REGON.

## Правові основи системи
Для періоду з 1970 по 1997 р. законодавчі основи функціонування системи є незрозумілими. Поправки до Закону від 10 квітня 1974 р. про реєстр населення та посвідчення особи, у тому числі про зобов'язання включити до посвідчення особи «реєстраційний номер Універсальної електронної системи реєстру населення (PESEL)» (нова редакція статті 37) був введений Законом від 20 серпня 1997 р. за умови надання з 1 січня 2001 року. З 2010 року правовою основою став Закон від 24 вересня 2010 року про облік населення.
1 березня 2015 року набрали чинності поправки до Закону про посвідчення особи, Закону про реєстр населення та Закону — Закон про реєстрацію актів цивільних справ. У цей день реєстри PESEL, записи посвідчень особи та файли цивільного стану були об'єднані. Програма-джерело використовується для введення даних у підключену систему.

## Елементи реєстру
- Створений реєстр містить такі дані:
- прізвище та ім'я (імена);
- прізвище при народженні;
- прізвища та прізвища батьків;
- дата народження;
- місце народження;
- країна народження;
- сімейний стан;
- номер свідоцтва про народження та позначення відділу РАЦСу, в якому складено свідоцтво;
- стать;
- Номер PESEL;

## Номер PESEL
Кожен запис у реєстрі ідентифікується унікальним символом, який однозначно ідентифікує особу.
це 11-значний постійний числовий символ, який однозначно ідентифікує конкретну фізичну особу.
Він побудований з таких елементів: закодована дата народження
порядковий номер
кодований секс
контрольна цифра.
Закону від 29 серпня 1997 року про захист персональних даних (Журнал законів 2016 р., Пункт 922)
(Вилучена).
Серійні номери, які використовуються в реєстрі населення, можуть містити лише стать, дату народження, номер проводки та контрольний номер.
Забороняється надавати прихованим значенням елементам номерів замовлень у системах запису фізичних осіб.
Приклад символу:
440514 0145 8
цифр [1-6] — дата народження із зазначенням століття народження
цифр [7-10] — порядковий номер із позначенням статі
цифра [10] — стать
цифра [11] — контрольна цифра
Номер PESEL видається міністром, уповноваженим із внутрішніх справ у формі матеріально-технічної діяльності.
Номер PESEL присвоюється через: керівника РАЦСу, який готує свідоцтво про народження як для громадян Польщі, так і для іноземців;
комунальний офіс, компетентний за місцем проживання для постійного або тимчасового проживання;
орган, що видає польський документ, що посвідчує особу (посвідчення особи чи паспорт);
компетентний орган у районі Śródmieście столиці Варшави — стосовно осіб, щодо яких компетентний орган не може бути визначений, як зазначено в пунктах вище.